# Fontana del Porcellino
Fontana del Porcellino (pol. Fontanna Prosięcia) – zabytkowa fontanna zlokalizowana przy Loggia del Mercato Nuovo we Florencji we Włoszech.
Fontanna „Porcellino”, jedna z zabytkowych atrakcji Florencji, zlokalizowana jest przy Loggii Mercato Nuovo, niedaleko Ponte Vecchio. Nazwa Porcellino oznacza po włosku prosię. Posąg przedstawia jednak majestatycznego rannego dzika. Rzeźba w brązu jest kopią wykonaną przez Pietra Taccę, ucznia Giambologny. Tacca, znany z innych dzieł, jak Czterech Maurów w Livorno (wł. Monumento dei Quattro mori), stworzył kopię w XVII wieku, wykorzystując technikę odlewu woskowego, co wymagało precyzji i znacznych umiejętności.
Historia fontanny sięga XVI wieku, gdy marmurowa rzeźba, rzymska kopia dzieła hellenistycznego, została podarowana Kosmie I Medyceuszowi przez papieża Piusa IV w 1560 roku podczas jego wizyty w Rzymie. Oryginalny marmurowy posąg, znajduje się obecnie w Galerii Uffizi. Kosma II Medyceusz, kontynuując tradycję rodziny, zlecił Taccie wykonanie brązowej kopii w 1612 roku, przeznaczając ją początkowo do dekoracji Pałacu Pitti. Proces tworzenia był czasochłonny. Model woskowy powstał około 1620 roku, a odlew w brązie ukończono w 1633 roku. Opóźnienie wynikało z pierwszeństwa innych zleceń, jak fontanny na Placu Santissima Annunziata.
W 1640 roku Ferdynand II Medyceusz zdecydował, że posąg stanie się fontanną, co nadało mu praktyczne zastosowanie jako źródło wody dla kupców handlujących luksusowymi tkaninami pod loggią. Tacca zaprojektował również ośmiokątną bazę i brązową misę, udekorowaną przedstawieniami roślin, płazów, gadów i mięczaków. Posąg jest znany z realistycznych detali, szczególnie tekstury sierści dzika, co świadczy o mistrzostwie odlewnika.
Obecny posąg przy loggi jest kopią, ponieważ oryginalny brąz, wykonany w 1633 roku, przeniesiono do Muzeum Bardiniego. Fontanna była wielokrotnie restaurowana z powodu zużycia, zwłaszcza nosa, który był pocierany zarówno przez mieszkańców pijących wodę, jak i turystów, co świadczy o jej popularności. Florencka tradycja głosi, że pocieranie nosa dzika przynosi szczęście, a pełny rytuał obejmuje umieszczenie monety w pysku, z nadzieją, że spadnie przez kratę do wody, co według przesądu gwarantuje sukces. Zyski z zebranych monet są przekazywane na cele charytatywne.
Fontanna zainspirowała Hansa Christiana Andersena do napisania baśni Świnia z brązu. W baśni ubogie dziecko przytula dzika, który ożywa i zabiera je w magiczną podróż po zabytkach miasta. Fontanna pojawia się również w popkulturze, np. w filmach z serii o Harrym Potterze. Fontanna stanowi znany punkt orientacyjny na terenie starówki. Prezentuje zarówno historyczne znaczenie Medyceuszy, jak i współczesne tradycje, takie jak „rytuał szczęścia”, co czyni ją integralną częścią tożsamości miasta. 

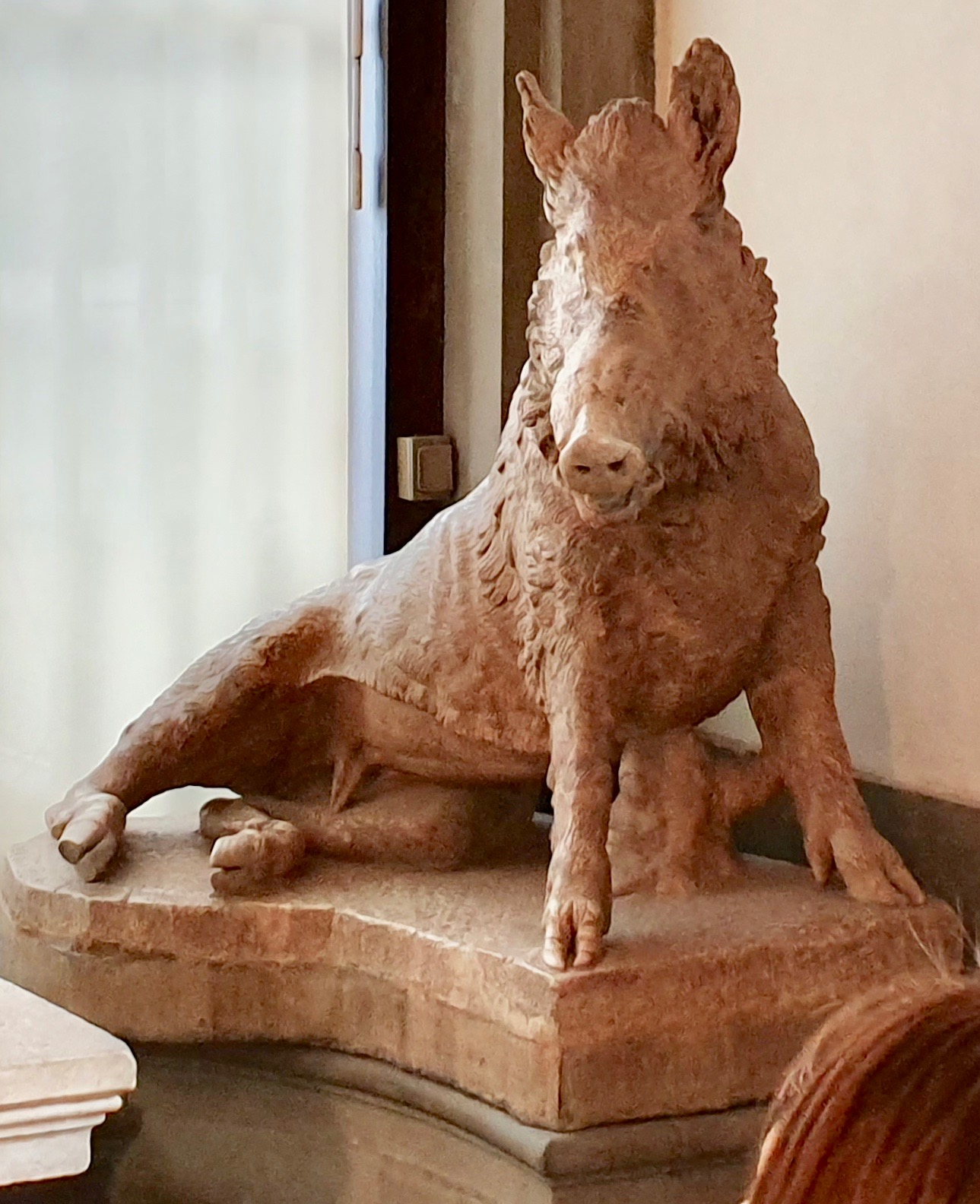
Rzeźba hellenistyczna, Galeria Uffizi
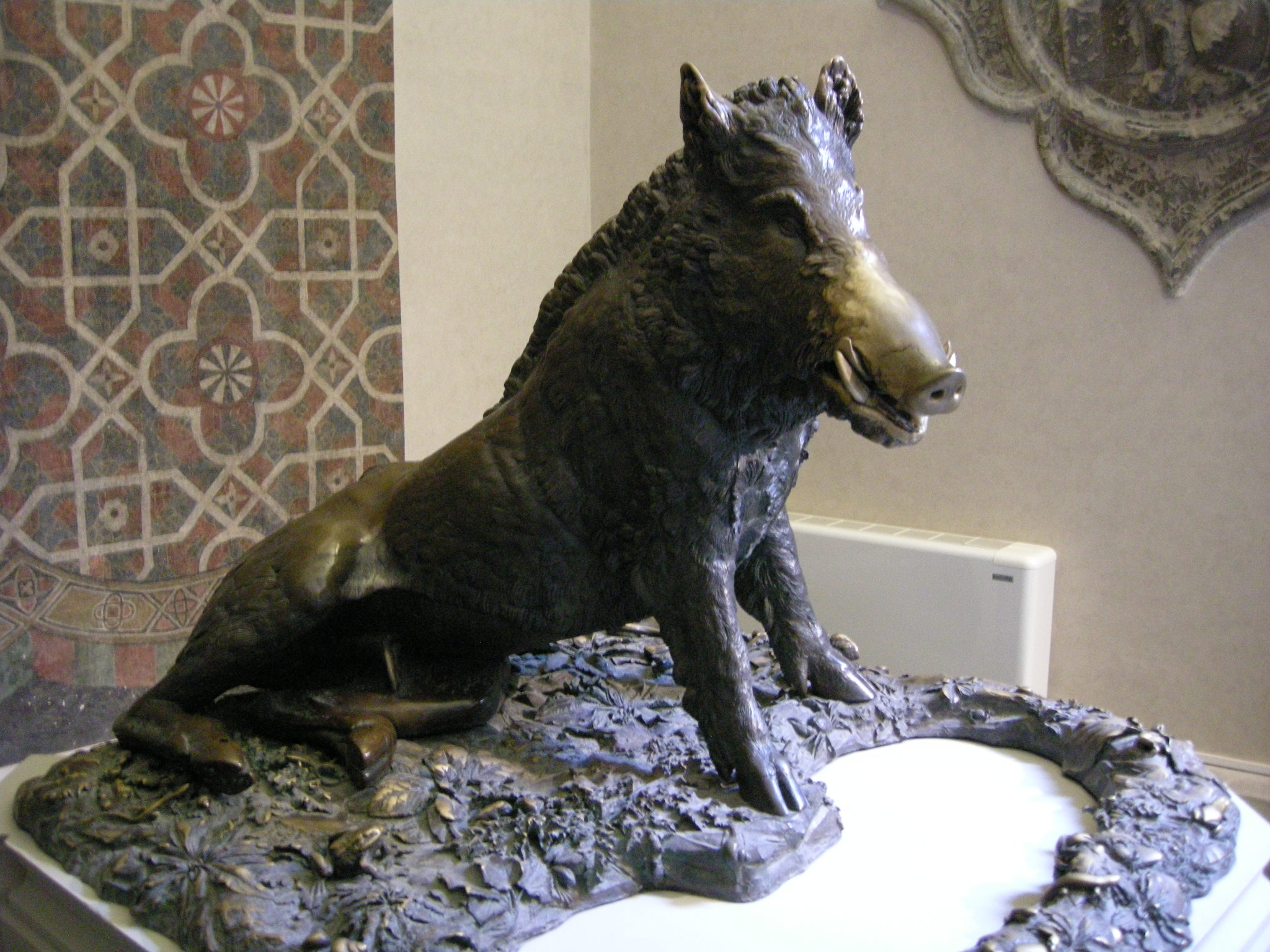
Porcellino, Pietro Tacca, Museo Bardini
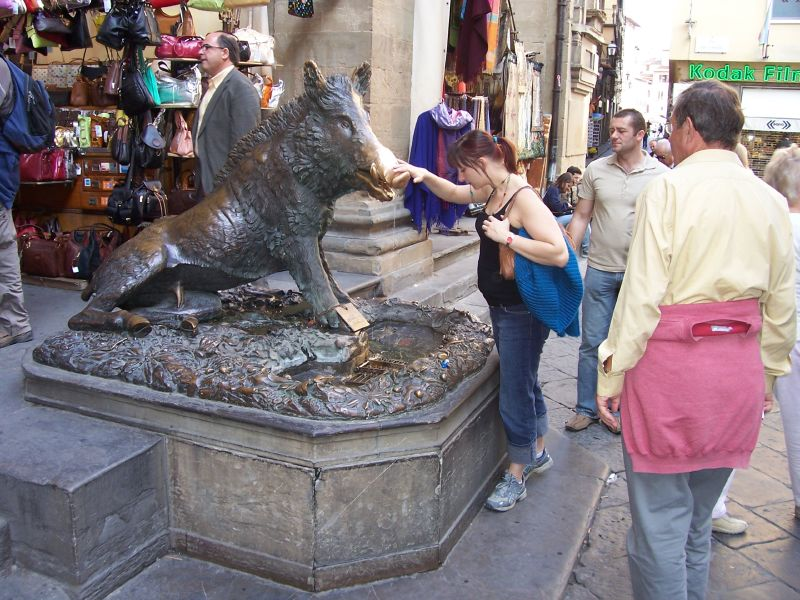
Ryt pocierania